# Исламский Эмират Афганистан (1996—2001)
Исла́мский Эмира́т Афганиста́н (пушту د افغانستان اسلامي امارات‎ [Da Afġānistān Islāmī Amārāt]) — частично признанное исламское государство, существовавшее в 1996—2001 годах и контролировавшее большую часть территории Афганистана. Образовалось в результате гражданской войны (1992—1996), когда исламистское движение «Талибан» захватило власть при поддержке Пакистана. Получило дипломатическое признание со стороны Пакистана, Саудовской Аравии, ОАЭ, (де-факто) Туркменистана и непризнанной ЧРИ, в то время как большая часть международного сообщества продолжала считать легитимным президентом Раббани, представителя Северного альянса.

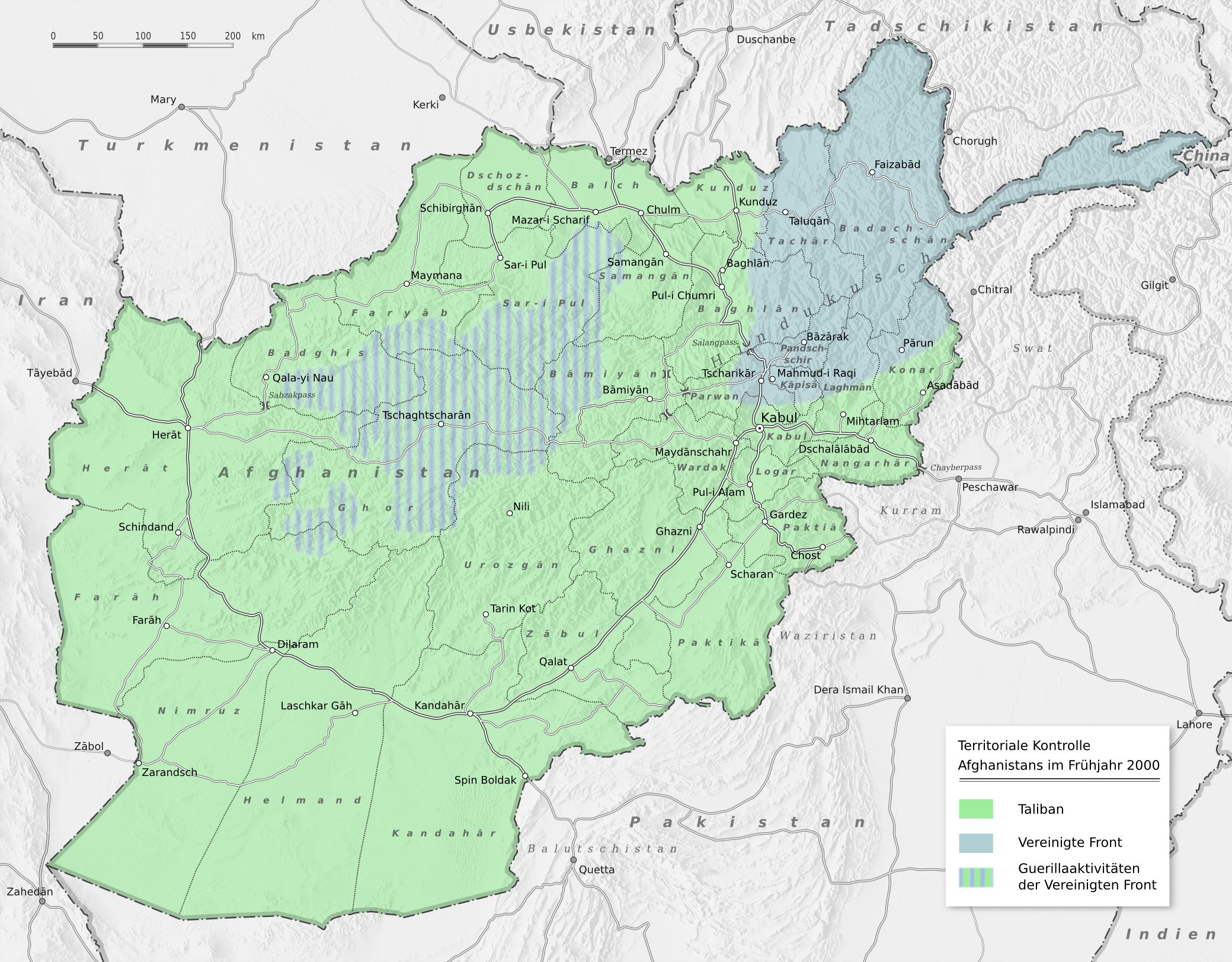
Фактический расклад сил на момент 2000 года

Исламский Эмират был свергнут Северным альянсом 17 декабря 2001 года. Северный альянс был поддержан Международными силами содействия безопасности, созданными после вторжения США в страну двумя месяцами ранее. «Талибан» продолжал называть себя Исламским Эмиратом Афганистан в официальных сообщениях с 2001 по 2021 год. Во время наступления в 2021 году талибы восстановили контроль над Афганистаном после падения Кабула 15 августа 2021 года.
Это было теократическое государство, управлявшееся на основе исламского шариата в соответствии с учением ханафитской школы и под управлением религиозного лидера-основателя эмирата Мухаммеда Омара. Эмират выступал против либеральной демократии, секуляризма и западного мира, особенно США и Израиля. Несколько видов культурных и развлекательных мероприятий были запрещены как харам. Женщинам и девочкам запрещалось посещать школы и университеты, а также в значительной степени запрещалось работать; они также должны были соблюдать практику из пурды и сопровождаться родственниками-махрамами мужского пола за пределами своих домашних хозяйств. Порка или казнь были обычными наказаниями за различные нарушения местных законов. Пять исламских ежедневных молитв (намаз) должны были соблюдаться всеми мусульманами. Христиане, мусульмане-шииты, буддисты, сикхи, индуисты, зороастрийцы и другие религиозные меньшинства столкнулись с широко распространённой религиозной дискриминацией, культурным геноцидом и другими преследованиями. Талибы также уничтожили многочисленные памятники и исторические артефакты, такие как 1500-летние Бамианские статуи Будды.
Режим талибов был обвинён в сотрудничестве с террористической группировкой «Аль-Каида», чьи некоторые члены в то время скрывались на территории страны. Отказ выполнить ультиматум администрации Буша о выдаче лидера «Аль-Каиды» Усаму бен Ладена стал casus belli для свержения власти «Талибана» в 2001 году в результате военной интервенции США и их союзников. Битва при Тора-Бора 17 декабря 2001 года ознаменовала собой низвержение Исламского Эмирата Северным альянсом, которому в значительной степени помогли члены Международных сил содействия безопасности, созданные за два месяца до американского вторжения; это привело к изгнанию талибов с большей части территории страны и в конечном итоге к образованию Исламской Республики Афганистан. Тем не менее, талибы поражение не признали и продолжали называть себя Исламским Эмиратом Афганистан, ведя партизанскую войну против сил коалиции.
Во время вывода американских войск и войск НАТО в 2021 году талибы начали военное наступление в мае 2021 года и установили контроль над большей частью территории Афганистана за три с половиной месяца. Афганские вооружённые силы распались, и Исламская Республика Афганистан де-факто рухнула 15 августа 2021 года, когда силы талибов взяли под контроль столицу и крупнейший город страны Кабул. Этот коллапс некоторыми аналитиками был истолкован как свидетельство более широких глобальных тенденций, в том числе растущего влияния и мощи исламизма в мусульманских регионах, растущего притяжения нелиберальных моделей управления и воспринимаемого упадка Америки. The Washington Post утверждала, что захват талибами Афганистана в 2021 году был «неразрывно связан с Пакистаном». Согласно New York Times, «лидеры афганских племён заявили, что пакистанские военные перебросили поток новых боевиков через границу из убежищ внутри Пакистана». Многие люди оказались в ловушке в результате быстрого и неожиданного краха республиканского правительства, спровоцировав кризис эвакуации, с десятками тысяч афганцев с американскими паспортами и паспортами других союзных стран, оказавшихся в районах, контролируемых талибами.
Хотя ни одно правительство не признало восстановленный Исламский Эмират Афганистан по состоянию на 16 августа 2022 года, правительства Китая, Пакистана, Турции, Катара, России, Саудовской Аравии и Соединённых Штатов заявили, что они могут признать правительство талибов, если оно будет уважать основные права человека.

## История
Движение «Талибан» возникло во время Гражданской войны в Афганистане 1979—1989 гг. Первоначально членами этого движения были исламские фундаменталисты — студенты медресе в провинциях Гильменд и Кандагар. В подавляющем большинстве талибы были этническими пуштунами. Их идеология базировалась на исламском фундаментализме, неприятии всего западного и современного.
После падения ИГА талибы захватили Кабул в 1996 году, в 1997 году — Герат и Мазари-Шариф.
К концу 2000 года движение «Талибан» контролировало около 90 % территории страны. Оппозиция («Северный альянс») была вытеснена в северо-восточную провинцию Бадахшан.
Во время правления «Талибана» в стране были установлены законы шариата в самой строгой интерпретации. Позднее талибы укрывали Усаму бен Ладена из «Аль-Каиды» и потому были объявлены международным сообществом пособниками террористов.

## Реакция на шариатские законы
В течение пяти лет истории Исламского Эмирата на значительную часть населения были наложены ограничения свободы, нарушались права человека. Женщинам было запрещено работать, девочкам — посещать школы или университеты. Сопротивляющихся наказывали по законам шариата. Воров наказывали отсечением руки или ноги.

## Дипломатическое признание
Исламский Эмират Афганистан являлся частично признанным государством — его признали лишь Пакистан, Саудовская Аравия и Объединённые Арабские Эмираты (все три страны разорвали с ИЭА отношения в октябре 2001 года после начала операции США, ОАЭ — 22 сентября).
Туркменистан также де-факто признал правительство «Талибана», поскольку у него было несколько официальных встреч и соглашений с талибским правительством.
16 января 2000 года верховный лидер афганских талибов мулла Мухаммед Омар согласился признать Чеченскую Республику Ичкерия независимым от России самостоятельным государством. Ичкерия и талибы взаимно признали друг друга. 

Зелимхан Яндарбиев вспоминал:

Я прибыл в Афганистан в январе 2000-го. Тогда мы с талибами подписали договор о взаимном признании, открыли посольство в Кабуле и консульство в Кандагаре… На всех документах моя подпись и подпись афганского министра иностранных дел Ахмада Мутаваккиля. С бен Ладеном я не встречался, он не мог меня принять, так как я торопился в Иран и Пакистан. Я встречался с остальным руководством Афганистана, дважды с муллой Омаром.— 

## Критика
Основной причиной отсутствия полного международного признания «Талибана» являлось полное пренебрежение талибов к международному праву. Одним из первых актов Исламского Эмирата стало убийство бывшего президента Афганистана Мохаммада Наджибуллы. Прежде чем «Талибан» взял под свой контроль столицу Афганистана — Кабул, талибы убили Наджибуллу и его брата, повесив их недалеко от Президентского дворца на автокране.
Режим талибов также осуждался мировым сообществом за убийство иранских дипломатов в Афганистане в 1998 году и уничтожение старинных статуй Будды в Бамиане в марте 2001 года.